# أسيتات الكوبالت الثنائي
أسيتات الكوبالت الثنائي هو مركب كيميائي صيغته C4H6CoO4، والتي يمكن تكتب على الشكل Co(CH3CO2)2، وبوجد على هيئة صلب أحمر بنفسجي في الحالة اللامائية؛ والشكل المائي يكون ذو لون وردي.

## التحضير
يحضر الشكل المائي رباعي الهيدرات من تفاعل كربونات الكوبالت الثنائي  مع حمض الخليك:
{\displaystyle \mathrm {CoCO_{3}+2\ CH_{3}COOH\longrightarrow Co(CH_{3}COO)_{2}+H_{2}O+CO_{2}\uparrow } }
أما الشكل اللامائي فيحضر من نترات الكوبالت الثنائي مع أنهيدريد الأسيتيك.

## الخواص
يوجد المركب في الشروط القياسية على هيئة صلب أحمر بنفسجي في الحالة اللامائية؛ والشكل المائي يكون ذو لون وردي.  للمركب بنية توجد فيها ذرات الكوبالت في بنية جزيئية ثمانية السطوح؛ بشكل مشابه لبنية أسيتات الكوبالت الثنائي.